# Daniel David
Daniel David
Daniel David (15 de fevereiro de 1966, Moamba, Moçambique), é CEO e presidente da DHD Holding e do grupo SOICO.  É também uma das principais vozes da região na promoção do desenvolvimento sustentável, crescimento económico, inovação e uso de tecnologia para a transformação digital de África.

## Biografia
Daniel David nasceu no distrito Moamba, da província Maputo. Teve a sua primeira experiência profissional na década de 80, na área de educação. Emigrou para a África do Sul, como outros muitos jovens de sua idade, onde viveu 18 meses submergido na dura realidade do negócio das minas ouro.
Estudou Gestão, na Universidade de UNISA RSA (Advanced Executive Program), e formou-se em Administração e Gestão de Empresas, pela Universidade Politécnica (ex-ISPU).

## Carreira empresarial
Ingressou na Televisão de Moçambique (TVM) como administrativo em 1989. Depois desempenhou, sucessivamente, as funções de director de Fornamción e Cooperação; Director Comercial e Marketing e posteriormente, nomeado membro de Conselho de administração de TVM.
Em 2000, com 34 anos, fundou a Sociedade de Comunicação Independente (Grupo SOICO), o maior grupo de média do país, que criou um canal televisão generalista, a STV, em 2002; um canal internacional de notícias, a STV Notícias, em 2014;  uma emissora de rádio, a SFM, em  2004; e um jornal diário, O País, em 2005).

### Carreira internacional
Ao longo da sua carreira, Daniel David teve uma projecção nacional, continental e internacional na área da Comunicação Social. Em 1998, foi eleito Vice-presidente de URTNA (União Africana de Televisões).  Teve participações especiais no Foro de Nações Unidas sobre a televisão e Radiofónico, de Nova Iorque, na Commonwealth Broadcast Convention, na Cidade do Cabo e na Southern African Broadcasting Association - SABA.
Em setembro de 2009, foi o único moçambicano convidado a fazer parte da reunião “Clinton Global Inniciative”, depois de no ano anterior a sua biografia ter constado do livro "África, os melhores empreendedores", publicado por Moky Makura". Em 2010, participou na Gala International Emmy Awards em Nova lorque e quatro anos depois, em 2014, foi nomeado presidente da Câmara de Comércio de Moçambique-Portugal.

## Envolvimento no desenvolvimento de Moçambique

### Fórum Económico e Social de Moçambique-MOZEFO
Em 2014 lançou o Fórum Económico e Social de Moçambique, MOZEFO, inaugurando um espaço de diálogo intersectorial e intergeneracional que não existia no país até então. A segunda edição do Foro celebrou-se em 2017.

### MozTech
Em 2014, criou MozTech que é actualmente a maior feira tecnológica de Moçambique. Em 2018, MozTech celebrou sua quinta edição, centrada na importância da digitalização.

### Prémio 100 Melhores PME
Também criou o Prémio 100 Melhores PME, que desde 2012 recompensa as pequenas e médias empresas com melhor desempenho no mercado moçambicano.

## Prémios e honras
O seu percurso empresarial tem sido reconhecido com diversos louvores nacionais e internacionais. Em 2007, recebeu o prémio honorífico “Emerging Entrepreneur of the Year Award”, atribuído pela Ernst & Young, e a distinção pelo Presidente da República Francesa, Jacques Chirac, no âmbito do Fórum Afrique Avenir. Em 2016 recebeu, do Presidente da República Portuguesa, Marcelo Rebelo de Sousa, a condecoração do grau de Comendador da Ordem de Mérito.